# M76-os autóút (Magyarország)

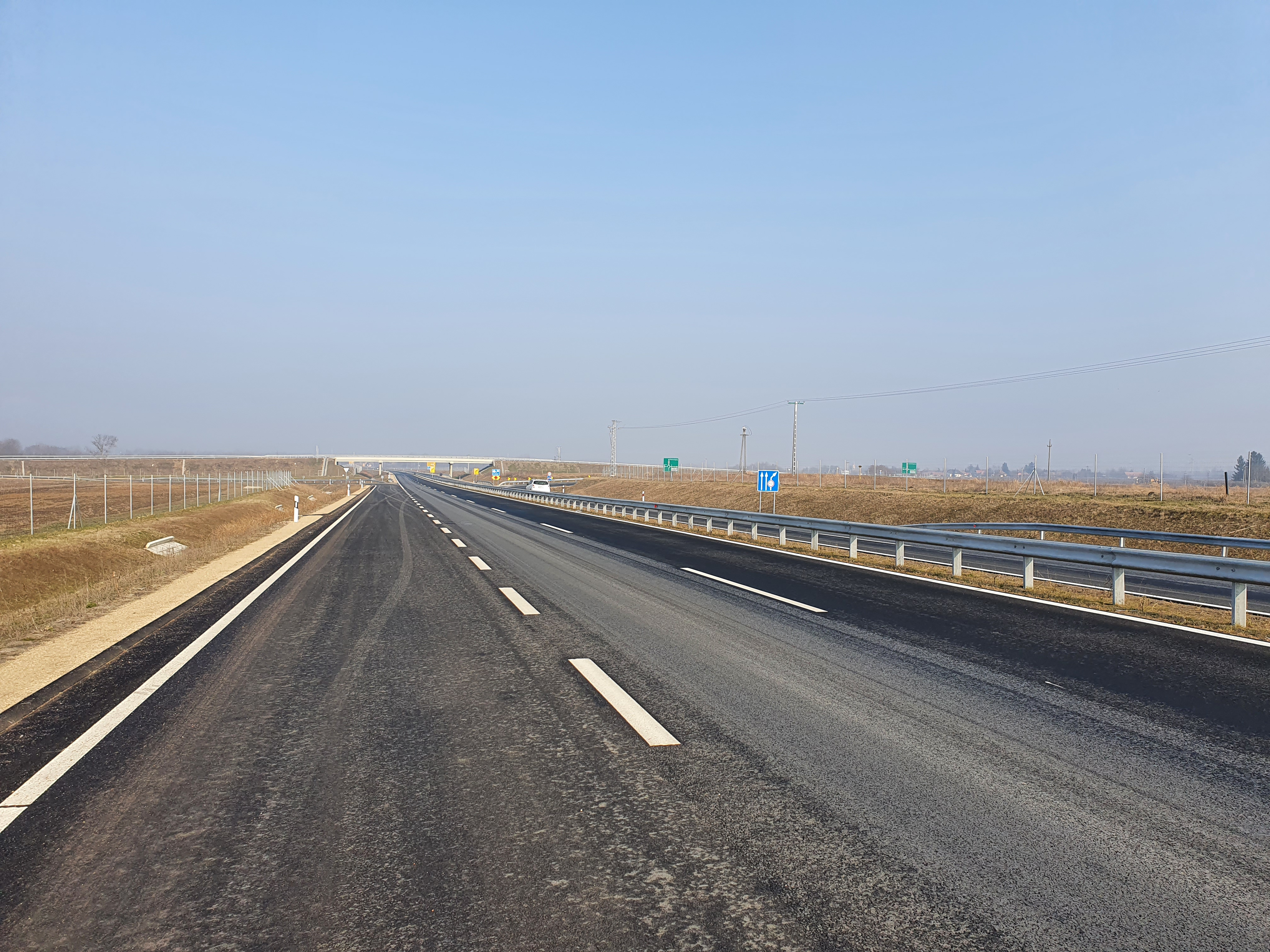
M76-os autóút Balatonszentgyörgy közelében, átadva 2020-ban

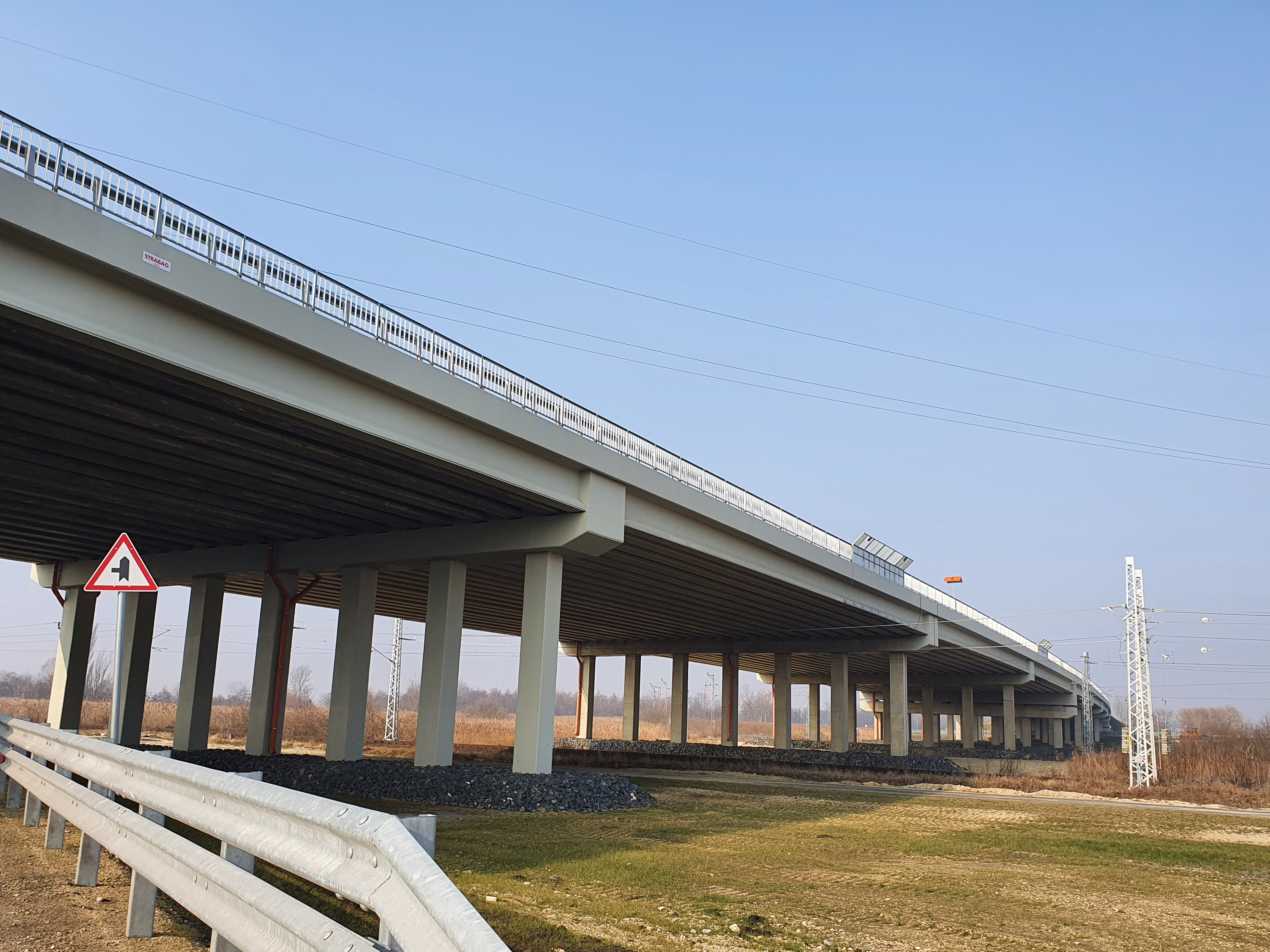
Balatonszentgyörgyi felüljáró

Az M76-os autóút egy épülő, irányonként két sávos gyorsforgalmi út, amelynek első 5,6 km-es szakaszát 2020. október 22-én adták át. Az autóút célja, hogy Zalaegerszeget és a sármelléki Hévíz-Balaton nemzetközi repülőteret, Magyarország harmadik legfontosabb nemzetközi repülőterét bekösse az ország autópálya-hálózatába, emellett gyors elérhetőséget biztosítson a Balatonra, Budapestre, Ausztriába és Zalaegerszegre is. A Nyugati Körgyűrű gerincútja. Egy korábbi terv szerint tesztelné elsőként Magyarországon a vezető nélküli járműveket nyílt környezetben, ami nemzetközileg kiterjedne Graz és Maribor irányába is.

## Története
Zalaegerszeg közúti elszigeteltségére korábban több megoldást is kerestek. Szerepelt először az M9 és M75 kombinációja, majd ezek változatai, a 76-os főút irányonként két sávosra bővítése és autóútként átépítése. Végül a 76-os főút megmaradt ingyenes alternatívának az új nyomvonalú M76-os autóút mellett, ami felhasználja az M9-nek szánt Zalaegerszeg-észak – Pacsa módosított szakaszát, és a párhuzamos fejlesztés (Körmend M86 vs. Vasvár M9) feloldásaként egyenesen Körmendig vezetik. Ezzel az M9 sorsa Pacsától északra meg is pecsételődött, a forgalmi és hálózati szempontból lényegtelen vasvári irányt eltörölték. Vasvár kompenzációként, a területén lévő M9-es vonalának helyén elkerülőt kap.
2015. április 14-én Orbán Viktor miniszterelnök zalaegerszegi látogatásakor kijelentette, hogy 2018-ig gyorsforgalmi úttal kötik össze a megyeszékhelyt az M7-es autópályával. Az 1252/2015. (IV. 23.) Korm. határozat a Modern városok program részeként nevesíti a Zalaegerszeg – M7 közötti autóút (2 × 2) kiépítését. 
2015 augusztusában nemzetgazdasági szempontból kiemelt jelentőségű közlekedési infrastruktúraberuházások listájára is felkerült az M76-os  autóút.
A M76-os autóút tervezésére 2016 márciusában még R76 néven kapott megbízást az UVATERV Zrt. A terveket 2016 decemberében mutatták be a nyilvánosságnak.
Az első 8,6 km-es, M7-es autópálya felőli szakasz nyomvonal kijelölésére 2017 februárjában került sor. 2017 márciusában bejelentették, hogy a M76-os az elképzelések szerint olyan út lesz, amely a 3-as, 4-es, 5-ös, 6-os kategóriájú okosautóknak a fogadására és elvezetésére is alkalmas lesz. Az autóút M7 autópályától Fenékpusztáig tartó első szakaszának alapkövét 2018. február 23-án tették le.
A Hollád M7 autópálya csomópont és Balatonszentgyörgy közötti 5,6 km-es szakasz átadására 2020. október 22-én, a Balatonszentgyörgy és Fenékpuszta közti 2,95 km-es szakasz átadására pedig 2022. március 4-én került sor. 
A Fenékpuszta és Misefa közötti második szakasz tervezése 2018. január 15-én a Roden Kft-vel kötött szerződéssel indult, és a tervezés befejezésének határideje 2019. október 17. volt. Előzetes nyomvonal vizsgálat 2017 augusztusától indult. A nyomvonal áll az M76-os autóút 8+600 km szelvényétől a 37+086 km szelvényig tartó szakaszából, majd az M9 Vasvár-Zalaegerszeg-Misefa   24-ből 43,4 km lett, mert átvette az M9 korábbi szakaszának módosított déli felét (Pacsa – Zalaegerszeg-észak).
A Zalaegerszeg és Fenékpuszta közötti 44 kilométeres szakaszra vonatkozóan a NIF Zrt. 2022 februárjában írta ki a kivitelezői közbeszerzési eljárásokat. Az M76-os, összesen 52,5 kilométeres szakaszának megvalósításával várhatóan 2024 végétől válik gyorsabban és biztonságosabban megközelíthetővé a zalai megyeszékhely. 
A harmadik, Zalaegerszeg és Körmend közti 28 km-es szakasz tervezésének közbeszerzési felhívása 2019 decemberében jelent meg. Az eleje a Zalaegerszeg-észak csomópont, a vége pedig az M80 és M86 találkozásánál lesz Körmend-kelet csomópontban.

## Csomópontok, pihenőhelyek és hidak
2018. február 23-án tették le az alapkövet. A kivitelezési munkák már 2017 végén elindultak. A 8,6 km-es szakaszból 5 km-t 2020 júliusában adnak át (Balatonszentgyörgy – M7), 3,6 km-t 2022-ben (Keszthely-Fenékpuszta ideiglenes körforgalom – Balatonszentgyörgy). A kivitelező a STRABAG R76 Konzorcium 38,8 milliárd forint nettó értékben. Két körforgalom épül, egyik az M7 autópálya Holládi csomópontban gyalogos és kerékpáros átvezetéssel, a másik a 76-71-es főutak kereszteződésében. Megépül még 6 felüljáró, valamint egy teljes- és egy félcsomópont Balatonszentgyörgynél. Bicikliút- és kereszteződés-felújítást is magába foglal a projekt.

## Nyomvonal
Az autóút a Modern Városok Program keretében Zalaegerszeg gyorsforgalmi úttal való bekötését szolgálja alapvetően. Ha a teljes nyomvonal kiépül Zalaegerszeg számára elérhetővé teszi a Graz-Szentgotthárd-Körmend-Zalaegerszeg-Keszthely-M7 útvonalat, és a nyugat-magyarországi körgyűrűnek is része lesz:
(Budapest -) Győr M1/M85 – Csorna M85/M86 – Szombathely M86 – Körmend M86/M76 – Zalaegerszeg M76 – Keszthely M76 – Hollád M7 (- Budapest).
Az M76 az M8-as és M86-os autóútban végződik Körmend-keletnél, azonban a Zalaegerszeg-Körmend szakasza még hiányos. Zalaegerszeg-északtól indul a 74-es út ZalaZone melletti területétől, Pózvát északról kerüli, majd déli kanyart vesz és Csácsot keletre kerüli el, majd a 76-ot elérve Zalaegerszeg-kelet csomópont létesül. Ezután a 76-tól északra átlépi a vasutat, Kisbucsát keletről kerüli el, majd  Misefát szorosan nyugatról kerüli, majd Nemesrádót délről, Szentpéterúr és Zalaigrice között Pacsától keletre keresztezi a 75-ös főutat. Zalaapátitól délre halad át, majd kelet felé Sármellékre, amit északról kerül. Itt összeköttetést kap a Hévíz-Balaton nemzetközi repülőtérrel. Délről egy 2 × 2 sávos bevezetőutat kap Keszthelyre , az autóút tovább halad Balatonszentgyörgy irányába, amit nyugatról elkerül, majd délre megy. A holládi csomópontnál csatlakozik be az M7-es autópályába körforgalom formájában, direkt ággal.  
Paraméterei: autóút, 20,5 méter koronaszélesség, irányonként két forgalmi sáv leállósáv nélkül, 110 km/h-s megengedett maximális sebességgel.

## Elnevezése

### Az R76-os gyorsút
Az R76-os gyorsút a Balaton nyugati végétől, Holládtól kötötte volna össze az M7-es autópályát Zalaegerszeg közelében, Misefánál az M9-es autóúttal.
A Kormány 2017 júliusában rendeletet alkotott az R76 gyorsút egyik szakaszának nyomvonaláról, ám később, még 2017-ben a Kormány az R76 gyorsút tervét elvetette az R kategória kivonása miatt.

### Ismét M76 néven
A megépítendő út ismét az M76 nevét viseli az M9-es nélkül, mert az M76 Körmendig meghosszabbodott.
Az M9 Vasvár-Zalaegerszeg-Pacsa törlődött. Vasváron elkerülő épül az M9 helyén.

## Díjfizetés
2020. január 1-jétől az M7-es autópálya és Balatonszentgyörgy közötti szakasz díjköteles, ma országos vagy Somogy vármegyei e-matricával vehető igénybe.
2022. január 1-től a Balatonszentgyörgy és Keszthely-Fenékpuszta közötti szakasz díjköteles.
2022. február 18-tól a Balatonszentgyörgy–Balatonberény és Keszthely-Fenékpuszta közötti szakasz díjmentes.
2024. január 1-től a Balatonszentgyörgy és Fenékpuszta közötti szakasz díjköteles.